# Stephanoxis lalandi
O beija-flor-de-topete-verde (nome científico: Stephanoxis lalandi) é uma espécie de ave apodiforme pertencente à família dos troquilídeos.
Pode ser encontrada nos seguintes países: Brasil.
```
[
2
]
```

Os seus habitats naturais são: regiões subtropicais ou tropicais húmidas de alta altitude e florestas secundárias altamente degradadas.